# Cladoselache
Cladoselache са род на изчезнали акули, появили се и измрели в периода девон.
Тези примитивни акули са достигали дължина до 1,8 m и са кръстосвали океаните на Северна Америка. Известно е, че са били бързоподвижни и доста ловки хищници, поради аеродинамичното им тяло и дълбоко раздвоената опашка. Cladoselache е един от най-известните и добре изучени представители на ранните акули, което отчасти се дължи на добре запазени фосили, които са открити при Кливланд Шелф на южния бряг на езерото Ери. В допълнение към скелета, добре запазените вкаменелости включват следи от кожата, мускулни влакна, както и вътрешните органи, като бъбреци.

## Особености
Cladoselache показват комбинация от нови характеристики и такива на предците си. Имат анатомични характеристики, сходни със съвременните акули от семейството Селдови акули.
Имат аеродинамично тяло, с пет до седем хрилни отвори, както и къса, заоблена муцуна, с терминално отваряне на устата в предната част на черепа. Имат много слаба челюстната става в сравнение със съвременните акули, но го компенсират с много силни мускули, за затваряне на челюстта. Зъбите им са много заострени и с гладки ръбове, което ги прави подходящи за хващане, но не за разкъсване или дъвкане. Cladoselache следователно вероятно са хващали плячката за опашката и са я поглъщали цяла.
Яките, но леки шипове на перките са изградени от дентин и зъбен емайл. Cladoselache имат подобна на острие структура, която е позициониран в предната част на гръбните перки. Тези анатомични характеристики правят плуването лесно и бързо.
За разлика от повечето акули Cladoselache са почти изцяло лишени от люспи с изключение на малки остри люспички по краищата на перките, устата и около очите. Имат мощни килове, удължени по страничната част на опашката перка и полу-лунна опашна перка, с горен лоб приблизително със същия размер като долния. Тази комбинация помогна за бързина и ловкост, която е полезна, когато се опитват да надплуват вероятните хищници, силно бронирани 10 метра дълги панцерни риби Dunkleosteus.
Членовете на Cladoselache са хищни акули, с добре запазени фосили, разкриващи значителна информация по отношение на хранителните им навици. В червата на повечето вкаменелости от Cladoselache, са открити остатъци от съдържанието на стомаха им. Тези останки включват предимно малки костни риби, както и подобни на миксини прото-гръбначни животни. Някои от рибните остатъци са открити с опашка напред в стомаха, което показва, че Cladoselache е бърз и пъргав ловец.
Една загадка, която все още предстои да бъде решена, е начинът му на размножаване. При Cladoselache липсват на претигоподи, органи, в съвременните акули, които са отговорни за прехвърлянето на сперматозоидите по време на възпроизвеждане. Това е особена, предвид, че повечето други ранни акули доказано са имали претигоподи. Дали те са използвали вътрешно оплождане, това все още трябва да се докаже.

## Класификация
Род Cladoselache
- Вид †Cladoselache clarkii Claypole, 1893
- Вид †Cladoselache elegans Traquair, 1881
- Вид †Cladoselache fyleri Pencil, 2010
- Вид †Cladoselache kepleri Dean, 1909
- Вид †Cladoselache magnificus Toumey, 1858
- Вид †Cladoselache mirabilis Agassiz, 1843
- Вид †Cladoselache newmani Toumey, 1851
- Вид †Cladoselache pattersoni Newberry, 1889